# Фред Аллен
Фред Аллен (англ. Fred Allen, псевдонім, справжнє ім'я John Florence Sullivan — Джон Флоренс Салліван; 31 травня 1894 — 17 травня 1956) — американський комік, чиє абсурдне шоу на радіо (1934—1949) зробило його одним з найпопулярніших гумористів в так звану класичну епоху американського радіо.
Найкраще запам'ятався його жарт про довготривалу ворожнечу з другом і колегою-коміком Джеком Бенні, але це була лише частина його привабливості. Історик радіо Джон Даннінг (у книзі «В ефірі: Енциклопедія старого радіо») писав, що Аллен був, мабуть, найулюбленішим коміком радіо і найчастіше піддавався цензурі. Майстер вільнодумства, Аллен часто вступав у суперечки з керівниками своєї мережі і часто зачіпав їх у прямому ефірі під час баталій, розробляючи програми, стиль і зміст яких вплинули на інших коміків, зокрема на Граучо Маркса, Стена Фреберга, Генрі Моргана і Джонні Карсона; його відданими шанувальниками також були президент Франклін Рузвельт, гуморист Джеймс Тербер, письменники Вільям Фолкнер, Джон Стейнбек і Герман Вук, який починав свою кар'єру, пишучи для Аллена.

## Біографія
Похований на цвинтарі «Брама Небес».

## Вшанування пам'яті
Його ім'я вибите на Алеї Слави у Голлівуді.